# Кодрон, Рауль
Рау́ль Кодро́н (фр. Raoul Caudron; 7 декабря 1883, Париж — 1 июня 1958, Сент-Этьен) — французский футбольный функционер и тренер. Возглавлял сборную Франции на чемпионате мира—1930, поскольку бывший в то время главным тренером «трёхцветных» Гастон Барро по совместительству являлся преподавателем консерватории и вынужден был остаться во Франции на время экзаменационной сессии, совпавшей с чемпионатом мира. Таким образом Рауль Кодрон во время мундиаля—1930 совмещал посты руководителя французской делегации и главного тренера сборной.